# Nous (chanson de Julien Doré)
Pour les articles homonymes, voir Nous.
Singles de Julien Doré
Barracuda II
(2020)
Clip vidéo
[vidéo] « Nous », sur YouTube
Nous est une chanson du chanteur français Julien Doré parue sur son cinquième album Aimée. Elle est sortie en tant que troisième single de l'album le 23 octobre 2020.

## Clip vidéo
Le clip de la chanson, réalisé par Brice Van der Haegen et dont le scénario est écrit par Julien Doré, est sorti sur YouTube le 19 octobre 2020. Le clip fait suite à celui du single précédent du chanteur, Barracuda II.

## Crédits
Crédits adaptés de Tidal.
- Julien Doré – voix, chœurs, paroles, composition, producteur, claviers, programmation, interprète associé
- Tristan Salvati – producteur, claviers, guitare basse, guitare, ingénieur du son
- Baptiste Homo – percussion
- Cléo Gallarotti-Noël – chœurs
- Swann Gallarotti-Noël – chœurs
- Antoine Gaillet – ingénieur de mixage et du mastering

## Liste de titres
| 1. | Nous | 3:21 |

## Classements hebdomadaires
| Classement (2020–21)                    | Meilleure position |
| --------------------------------------- | ------------------ |
| Belgique (Wallonie Ultratop 50 Singles) | 7                  |
| Belgique (Wallonie Ultratop 50 Airplay) | 5                  |
| France (SNEP)                           | 55                 |
| France (SNEP Radio)                     | 9                  |
| France (SNEP Ventes)                    | 5                  |
| Suisse romande (IFPI Airplay)           | 7                  |

## Historique de sortie
| Pays   | Date            | Format                    | Label    | Réf.  |
| ------ | --------------- | ------------------------- | -------- | ----- |
| Divers | 19 octobre 2020 | Téléchargement, streaming | Columbia | [ 1 ] |

## Distinction
Cette chanson est distinguée pour son clip vidéo, dans la catégorie « Création audiovisuelle de l'année », le 12 février 2021, lors de la cérémonie des Victoires de la musique 2021.